# Nova Rússia (confederació)
La República Confederada de Nova Rússia (en rus: Конфедеративная республика Новороссия, Konfederatívnaia respúblika Novoróssiya), conegut simplement com a Nova Rússia fou una unió confederada que incloïa les no reconegudes repúbliques populars de Donetsk i Luhansk. La unió va existir des del 24 de maig de 2014 fins al 18 de maig de 2015.
El nom de la confederació suposa l'herència de la regió històrica amb el mateix nom de l'antic Imperi Rus, dins de la qual hi entrava també la major part de Donbàs.
26 de juny de 2014 com a President del Parlament de la Unió de les Repúbliques Populars fou escollit Oleg Tsariov. 15 de juliol el parlament de la unió de RPD i RPL va posar el nom "Nova Rússia" al país acabat de formar.
18 de maig de 2015 el secretari de relacions exteriors de la RPD Aleksandr Kofman digué, que el «projecte Nova Rússia» s'ha suspès per temps indefinit. Una declaració semblant va fer el president del parlament de Nova Rússia Oleg Tsariov, diguent que el projecte s'ha «congelat» amb el motiu que la creació de Nova Rússia no està prevista pel protocol de Minsk, que signaren les autoritats de RPD i RPL amb Ucraïna, però que pot ser reprès en el cas que les autoritats ucraïneses no compleixin les condicions del protocol de Minsk.

## Etimologia

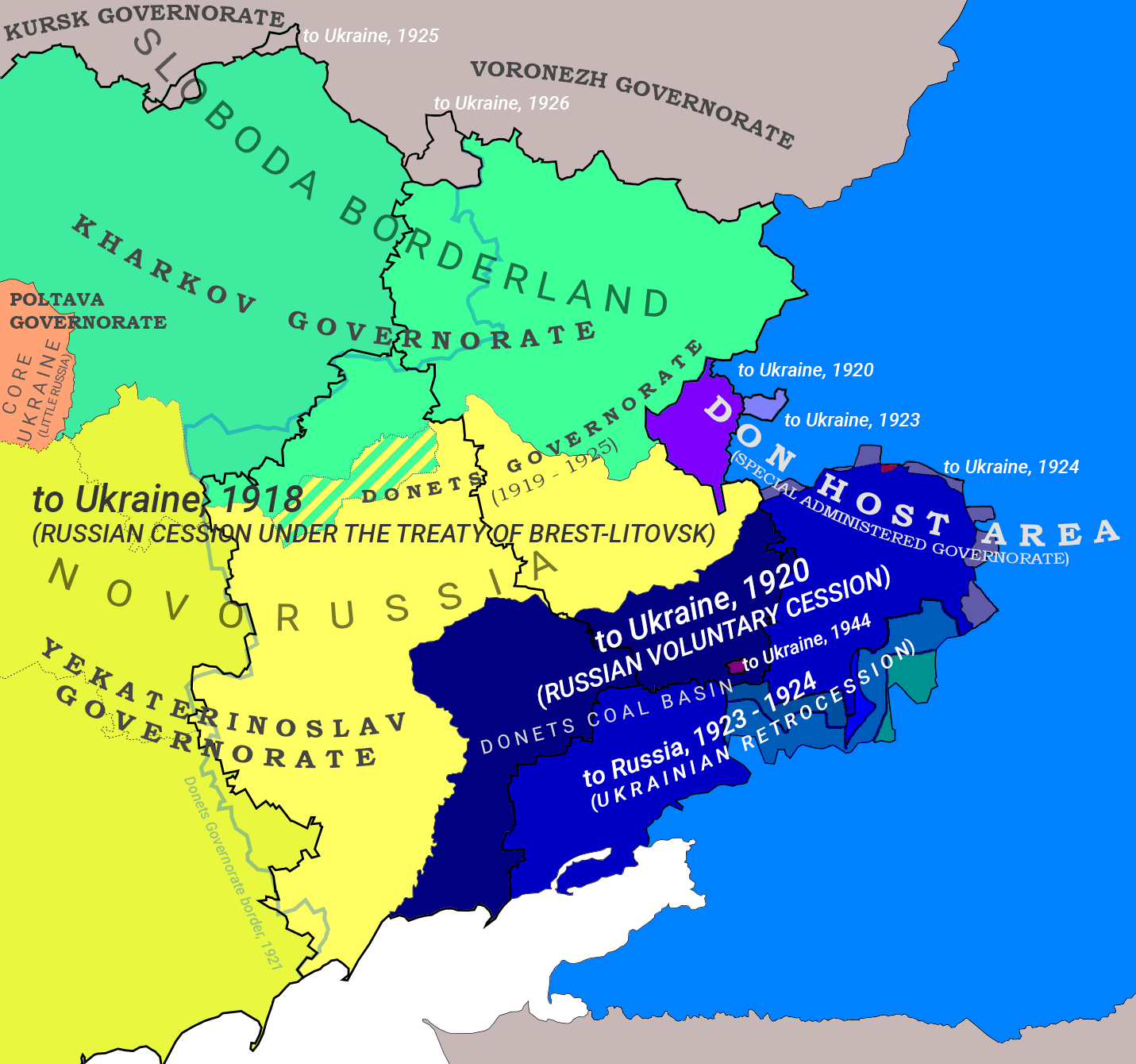

Nova Rússia fou una regió històrica de la costa nord del Mar Negre, que fou adhesionada a l'Imperi Rus com a resultat de les guerres russoturques durant la segona meitat del segle xviii. Nova Rússia incloïa les gubèrnies de Kherson, Iekaterinoslav, Tàurida i Bessaràbia. El terme Nova Rússia s'utilitzava fins als principis del segle xx, i es deixà d'utilitzar des de la Revolució d'Octubre de 1917, a causa que els territoris de Nova Rússia es van dividir entre Ucraïna i Rússia.
Al segle xxi sobre el terme "Nova Rússia" va recordar el president de la Federació Russa Vladímir Putin durant la translació en línia (прямой линии) amb els ciutadans el 17 d'abril de 2014, dient: Utilitzant la terminologia de l'Imperi Rus, jo vull dir, que això no és Ucraïna, sinó Nova Rússia. Les ciutats de Khàrkiv, Kherson, Nikolàiev i Odessa en temps tsaristes no eren part d'Ucraïna, i es van remetre a ella més tard. Per què es va fer això, no ho sé.
Al mateix temps, una part del territori de l'actual Donbàs no tenia res a veure amb la Nova Rússia històrica (formava part del territori de Voisko del Don i de Slobojànxina). D'aquesta manera, la paraula «Nova Rússia» que és aplicada a la Unió de les Repúbliques Populars, és més aviat un ocasionalisme (un paraula formada incorrectament, adjuntant dues paraules existents, com a resultat d'una altra paraula que sí que existeix), format de la frase "Rússia Nova".

## Història
Amb la revolució de l'EuroMaidan (2013) i la destitució de Víktor Ianukòvitx, les regions de l'est, de majoria russoparlant comencen a sentir-se incòmodes davant l'europeïsme que propugna el moviment. L'abril de 2014 s'autoproclamen les repúbliques populars de Donetsk i Luhansk, i el maig del mateix any són ratificades via un referèndum. La consulta es va fer sense garanties democràtiques segons les constatacions dels periodistes internacionals i en "un clima de por, violència i d'anarquia que van allunyar molta gent de les meses electorals" segons el president de l'OSCE, Ranko Krivokapic, i els seus resultats no van tenir cap reconeixement internacional de la UE, dels Estats Units i de cap Estat membre de l'Organització de les Nacions Unides, ni tan sols de la Federació de Rússia.
Després d'haver iniciat les negociacions l'endemà mateix del referèndum, el 24 de maig s'acorda la confederació de les dues repúbliques populars. Segons Gubarev, governador del poble de la RP de Donetsk, Nova Rússia també inclou les províncies de Khàrkiv, Kherson, Dnipropetrovsk, Mikolaiv, Odessa i Zaporíjia, encara que les capitals d'aquestes no estan sota el seu control.